# 415

## Události
- Úmrtím Euagria z Antiochie končí melétiánké schizma.
- Vizigóti opustili provincii Gallia Narbonensis a usadili se v Hispánii.
- Wallia se stal králem Vizigótů.
- Židé byli vyhnáni z Alexandrie.

## Narození
- Eurich, vizigótský král

## Úmrtí
- Athaulf, vizigótský král
- Euagrios z Antiochie
- Hypatia z Alexandrie, helénská matematička a filosofka
- Sigerich, vizigótský král

## Hlavy států
- Papež – Inocenc I. (401–417)
- Východořímská říše – Theodosius II. (408–450)
- Západořímská říše – Honorius (395–423)
- Perská říše – Jazdkart I. (399–421)
- Vizigóti – Athaulf (410–415) » Sigerich (415) » Wallia (415–419)
- Vandalové – Gunderich (407–428)